# قائمة القادة الإيرانيين في الحرب العراقية الإيرانية
خلال الحرب بين إيران والعراق (1980-1988)، كانت تتألف القوات المسلحة لجمهورية الإسلامية الإيرانية من ثلاث قوى: حرس الثورة الإسلامية وجيش الجمهورية الإسلامية الإيرانية والباسيج.

## القوة البرية
خلال الحرب، كانت جيش الجمهورية الإسلامية الإيرانية تحت قيادة وزارة الدفاع. وحرس الثورة الإسلامية كانت تقودها وزارة سباه. ولعب ميليشيا الباسيج شبه العسكرية التطوعية، دورا هاما في الحرب.

### وزراء الدفاع
وزراء الدفاع قبل وخلال الحرب بين إيران والعراق کانوا:
1. أحمد مدني(1978-1979)
2. مصطفى تشمران (1979-1981)
3. جواد فكوري (1981)
4. موسي نامجو (1981)
5. محمد سليمي (1981-1985)
6. محمد حسين جليلي (1985-1989)

### وزارة سباه
1. محسن رفيق دوست خدم من 1982 إلی 1989 وزيرا لحرس الثورة الإسلامية.

## جيش الجمهورية الإسلامية
تم تقسيم جيش الجمهورية الإسلامية الإيرانية إلى ثلاث قوی في الحرب بين إيران والعراق:
1. القوة البرية لجيش الجمهورية الإسلامية الإيرانية (القوات البرية لديها طيران جيش جمهورية الإسلامية الإيرانية (هوانيروز)
2. القوات الجوية الإيرانية
3. القوة البحرية لجيش الجمهورية الإسلامية الإيرانية

## حرس الثورة الإسلامية
كان حرس الثورة الإسلامية في البداية فقط القوات البرية. تأسست القوات الجوية والقوات البحرية لحرس الثورة الإسلامية في عام 1985.

## الباسيج
الباسيج (الاسم الکامل: منظمة تعبئة المستضعفين) هي الميليشيا المتطوعين شبه العسكرية أنشئت في عام 1979 بأمر من قائد الثورة الإسلامية آية الله روح الله الخميني. ضمّت المنظمة الأصلية المتطوعين المدنيين الذين شاركوا في القتال في الحرب العراقية الإيرانية ولعب هؤلاء دورا هامّا في الحرب.

## قادة القوات المسلحة في الحرب العراقية الإيرانية
| جيش الجمهورية الإسلامية الإيرانية |  |                           |           | |
| القوة البرية                      |  |                           |           | |
| ولي الله فلاحي                    |  | لواء                      | 1931-1981 | كان ولي الله فلاحي ضابطا عسكريا وشخصية بارزة خلال الحرب بين إيران والعراق. كان فلاحي القائد الاعلى للقوات البرية للجيش الإيراني. كان قائد الأركان المشتركة حتى يونيو 1980. في 29 سبتمبر 1981 توفي مع عدد من كبار قادة بينهم جواد فکوري، يوسف کلاهدوز، سيد موسى نامجو والقائد جهان آرا في حادث تحطم الطائرة التي كان من المقرر أن تهبط في طهران بعد الإقلاع من الأهواز. |
| قاسم علي ظهير نجاد                |  | لواء                      | 1924-1999 | كان ظهيرنژاد لواءا في الجيش الإيراني بعد الثورة الإسلامية عام 1978. بعد الثورة الإسلامية عام 1978، عاد إلى الجيش في بداية الاضطرابات في إقليم كردستان وفي عام 1979 كقائد للواء 64 لأرومية. هو كان القائد الاعلى للقوات البرية للجيش الإيراني ومن ثمّ شغل منصب قائد هيئة الاركان المشتركة خلال في الحرب العراقية الإيرانية وکان يفضّل أن يواصل القتال في حصار عبادان وتحرير خرمشهر. |
| علي صياد شيرازي                   |  | فريق                      | 1944-1999 | كان علي الصياد شيرازي رئيس هيئة الاركان للقوات المسلحة الإيرانية خلال الحرب العراقية الإيرانية. أصبح الصياد شيرازي واحدة من أهمّ الجنرالات الإيرانية خلال الحرب الإيرانية-العراقية. وفي عام 1981، عيّنه آية الله روح الله الخميني کقائد القوات البرية للجيش الإيراني. وقبل ذلك، كان له دور مركزي في قمع التمرد المسلح في إقليم كردستان في عام 1979. في عام 1982، قاد جنود حرس الثورة الإسلامية والباسيج ال الإيرانيين للفوز في عملية الفتح المبين، وکانت هذه هي المرة الأولى التي کانت إيران قادرة على هزيمة العراق في معركة كبرى، واخترقت إيران خطوط دفاعية عراقية "لا يمكن اختراقها" وطردهم من منطقة دزفول-شوش، وتعتبر هذه العملية من قبل العديد، نقطة تحول في الحرب. في عام 1986، تم تعيينه عضوا في مجلس الدفاع الأعلى. ومع ذلك، بعد ثلاثة أسابيع من هذا التعيين أعفي الشيرازي من منصبه كقائد للقوات البرية. في عام 1988، هاجم حركة مجاهدي خلق بمساعدة صدام حسين غرب إيران واشتبكت القوات الإيرانية لكرمنشاه. حطمتهم إيران وحطمت هجومهم المرتدة: في عملية مرصاد، التي كان يقودها شيرازي. كما قاد العمليات العسكرية الناجحة ضد العراق، مثل: عملية ظفر 7، أو نصر 4. في عام 1989، حصل الشيرازي على جائزة أعلى وسام عسكري في القوات المسلحة الإيرانية، وسام الفتح. تم اغتياله في عام 1999 من قبل حركة مجاهدي خلق. |
| حسين حسني سعدي                    |  | لواء                      |           | - القائد العام للقوات البرية للجيش الإيراني - قائد الفرقة 21 سيد-الشهداء - النائب المنسق لهيئة الأركان العامة للقوات المسلحة - قائد عملية الفتح المبين |
| موسي نامجو                        |  | لواء                      | 1938-1981 | وكان موسى نامجو ضابط عسكري إيراني الذي شغل منصب وزير الدفاع لإيران والقوى اللوجستية المسلّحة في الحكومة المؤقتة من إيران. تخرج من جامعة الإمام علي العسكرية. كان يعمل في الأكاديمية العسكرية الوطنية برتبة عقيد. وكان له دور فعال في تطوير التعاون بين حرس الثورة الإسلامية والجيش قبل وأثناء الحرب العراقية الإيرانية. خاض أيضا في الحرب. قتل نامجو في حادث تحطم طائرة مع 80 أشخاص آخرين في 29 سبتمبر 1981 بالقرب من طهران. وكانت الطائرة طائرة النقل C-130 هيركوليز أمريكية الصنع. وقتل شخصيات عسكرية بارزة أخرى في تحطم، مثل ولي الله فلاحي، جواد فکوري ومحسن کلاهدوز. |
| يوسف كلاهدوز                      |  | لواء                      | 1946-1981 | كان يوسف کلاهدوز نائب حرس الثورة الإسلامية، وكان له دورا حاسما في تطوير التعاون بين حرس الثورة الإسلامية والجيش قبل وأثناء الحرب العراقية الإيرانية. كان کلاهدوز أحد القادة الذين قتلوا في نفس الحادث كقادة نامجو، فلاحي، فکوري وجهان آرا. ونُشرت "تيك تاك الحياة" عن حياة يوسف کلاهدوز ولها 80 صفحة ويحتوي برمجيات الوسائط المتعددة. |
| حسن أقارب برست                    |  | لواء                      | 1946-1984 | - قائد في معركة خرمشهر في الأيام الأولى من الحرب بين إيران والعراق - نائب الفرقة المدرعة 92 - مرشح لقائد الأركان المشتركة ووزير الدفاع |
| حسن آبشناسان                      |  | لواء                      | 1936-1985 | - أستاذ تعليم حرب العصابات وغير النظامية - قائد مقر شمال غرب إيران - قائد الفرقة 21 حمزة (حرب العصابات والفرقة غير النظامية) - قائد مقر حمزة سيد االشهداء - دمج الجيش وحرس الثورة الإسلامية في العديد من العمليات في الحرب بين إيران والعراق - قائد القبعات الخضراء وفرقة الكوماندوز - تشكيل الإقامة کميل - التخطيط لعملية قادر وقيادتها |
| مسعود منفرد نياكي                 |  | لواء                      | 1929-1985 | - قائد عملية طريق القدس - قائد عملية الفتح المبين - قائد عملية بيت المقدس - قائد عملية والفجر 1 - قائد عملية رمضان - قائد الفرقة المدرعة 92 في محافظة خوزستان - نائب قائد القوات البرية في جنوب إيران |
| علي شهبازي                        |  | لواء                      |           | - رئيس هيئة الأركان المشتركة للجيش الإيراني - النائب التنسيقي لرئيس هيئة الأركان المشتركة للجيش الإيراني - علي شهبازي هو القائد العام السابق للجيش الإيراني. عين شهبازي لمنصب رئيس هيئة الأركان المشتركة للقوات المسلحة الإيرانية يوم 7 مايو 1988 من قبل هاشمي رفسنجاني. شهبازي كان أول قائد أعلى للجيش الإيراني. وخلفه اللواء محمد سليمي عندما استقال من منصبه في مايو ايار 2000. ثم أصبح رئيسا لمجلس الجامعة الموثوق للدفاع الوطني وكبير المستشارين العسكريين لعلي خامنئي. |
| عطاء الله صالحي                   |  | لواء                      | 1950-     | اللواء عطاء الله صالحي هو القائد العام الحالي للجيش الإيراني منذ عام 2005. - قائد الأكاديمية العسكرية في الجيش الإيراني - قائد المشاة ال77 - فرقة القوات البرية - قائد المشاة ال58 - فرقة القوات البرية |
| اسماعيل سهرابي                    |  | لواء                      |           | |
| محمد سليمي                        |  | لواء                      | 1937-     | محمد سليمي القائد العام السابق للجيش الإيراني وزير الدفاع. كان سليمي وزير الدفاع في حكومة مير حسين موسوي، وحل محل جواد فکوري. |
| القوة الجوية                      |  |                           |           | |
| جواد فكوري                        |  | لواء                      | 1939-1981 | كان فکوري قائد القوات الجوية الإيرانية في رتبة عقيد. كان فکوري قائد القوات الجوية الإيرانية خلال الحرب بين إيران والعراق. كما شغل منصب وزارة الدفاع والقوات المسلحة اللوجستية من ربيع 1981 إلى سبتمبر 1981. - عملية قوس 99 - الهجوم على إتش 3 - عملية السيف المحرق - المساعد التنفيذي لسلاح الجو - القائد العام للقوات الجوية |
| محمد حسين مؤمن بور                |  | عميد                      |           | - القائد العام للقوات الجوية (سبتمبر 1981 إلى ديسمبر 1983) - قائد عملية الفتح المبين - قائد عملية البيت المقدس |
| هوشنغ صديق                        |  | عميد                      |           | - قائد العام للقوات الجوية (ديسمبر 1983- فبراير 1987) |
| عباس بابائي                       |  | لواء                      | 1950-1987 | كان عباس بابائي طيار الإيراني والعميد في القوات الجوية الإيرانية، خلال الحرب بين إيران والعراق. بعد عودته إلى إيران عقب التدريب على الطيران، وقال انه أصبح طيارا لنورثروب إف-5 ودرب على إف-4 فانتوم الثانية وإف-14 توم كات. كان بابائي أحد الطيارين الذين لديهم أعلى ساعة (3000 ساعة) من الرحلات الجوية في الحرب بين إيران والعراق مع طائرة الرحلة. كان لديه 60 مهمة ناجحة 1986-1987. |
| عباس دوران                        |  | لواء                      | 1950-1982 | - في عام 1982، عرض لصدام حسين استضافة القمة السابعة لحركة عدم الانحياز في مدينة بغداد العراقية. تم التخطيط أن يعقد المؤتمر في فندق الرشيد ببغداد. حاولت إيران لإظهار أن بغداد كانت عرضة لغارات القوات الجوية الإيرانية. في 21 يوليو عام 1982، طار عباس دوران طائرته فانتوم F-4E إلى بغداد وهاجم مصفى الدورة في بغداد. ثمّ تعرضت طائرته F-4E لضرب بواسطة صاروخ أرض-جو رولاند. تمّ طرد ضابطه لأنظمة التسليح من الطائرة وأخذ سجينا. خوفا من القبض علی نفسه، وجّه دوران طائرته إلى فندق الرشيد. تسببت تصرفاته فی أن القمة تعقد في نيودلهي بدلا من بغداد. - عملية مرواريد - تدمير مصفى الدورة في بغداد |
| منصور ستاري                       |  | لواء                      | 1946-1995 | قام بتنفيذ العديد من الخطط المبتكرة لتحسين أنظمة الرادار والهجوم المضاد، التي أثبتت مفيدة في تعطيل القدرات الهجومية لسلاح الجو العراقي خلال الحرب بين إيران والعراق. في عام 1983 تم تعيين منصور ستاري کنائب ضابط العمليات لمقر الهجمات المرتدة لسلاح الجو الجمهورية الإسلامية الإيرانية. وفي عام 1985، کنائب مسؤول التخطيط في القوات الجوية الإيرانية. في عام 1986، بعد أن بلغ رتبة عقيد، تم تعيينه کالقائد الأعلى للقوات الجوية الإيرانية. - نائب الدفاع لسلاح الجو - نائب التصميم والتخطيط - القائد العام للقوات الجوية الإيرانية - إنشاء مدرسة الطيران (طيار) - إنشاء جامعة لصناعات الطيران - إنشاء شبكة الرصد في سلاح الجو - إنشاء شركات الطيران ساها - قائد في حرب الناقلات |
| حسين خلعتبري                      |  | لواء                      | 1950-1986 | - عملية مرواد - عملية ألبرز - عملية قوس 99 - الهجوم على إتش 3 - هدم جسر العمارة - ممثل إيران في المحكمة الجنائية الدولية |
| محمود خضرائي                      |  | لواء                      | 1948-1986 | - قيادة مركز التعليم للقوة الجوية - قيادة القاعدة العسكرية الجوية لمحافظة همدان - الهجوم على إتش 3 |
| علي أكبر شيرودي                   |  | عميد                      | 1955-1981 | كان علي أكبر شيرودي أحد الطيارين الذين لديهم أكبر عدد من الرحلات في العالم. علي أكبر شيرودي، وفقا لخبراء الحرب الجوية، كان واحدا من أبرز طيارين المروحية في العالم. يعتبرونه طيار صاحب أسلوب في الرحلات الجوية والمعارك الجوية، بطريقة عند إرفاق العدو انه يغوص بشكل غير مباشر والمناورة مثل طائرة نفاثة. أيضا كان لديه أكبر عدد من الرحلات في العالم. وكان أصيب 40 مرات وقصف 300 مرة. ودافع عن الأراضي الإيرانية خلال السنوات الأولى للحرب بين إيران والعراق. واختار ولي الله فلاحي له لقب "النجم الغربي" (هنا، الغربي يشير إلى إقليم كردستان) ويشار إليه باعتباره "منقذ غرب إيران والممر الجبلي آريا، بازي دراز، ميماك، وسهل زهاب. |
| أحمد كشوري                        |  | عميد                      | 1953-1980 | كان أحمد کشوری طيارا محترفا بارعا في التكتيك الحربي من طراز كوبرا في طيران جيش الجمهورية الإسلامية الإيرانية وكان لها دور كبير في الأشهر الأولى من الحرب الإيرانية-العراقية لوقف الدبابات العراقية من مزيد من التقدم إلى الأراضي الإيرانية. في ديسمبر 1980 في عمر يناهز ال27 في حين عودته من عملية ناجحة، هاجمته الطائرة ميكويان العراقية. بينما کانت طائرته المروحية تحترق من طلقات الصواريخ، طار إلى إيران ثم سقطت في محافظة إيلام. |
| حميد رضا سهيليان                  |  | لواء                      | 1955-1981 | کان سهيليان طيارا محترفا بارعا في التكتيك الحربي من طراز كوبرا في طيران جيش الجمهورية الإسلامية الإيرانية وكان لها دور كبير في الأشهر الأولى من الحرب الإيرانية-العراقية لوقف الدبابات العراقية من مزيد من التقدم إلى الأراضي الإيرانية. وفقا لخبراء الحرب الجوية، كان واحدا من أبرز طياري المروحية في إيران. وقال علي أكبر شيرودي حوله: أنه كان طيارا صاحبا الأسلوب في الرحلات الجوية والمعارك الجوية |
| القوة البحرية                     |  |                           |           | |
| بهرام أفضلي                       |  | عميد بحري                 | 1937-1984 | بضعة أشهر قبل اندلاع الحرب بين إيران والعراق في عام 1980، تم اختياره كالقائد أعلى للقوات البحرية (1980-1983). خلال الحرب، كان له دور فعال في تدمير البحرية العراقية (عملية مرواريد) جنبا إلى جنب مع القوة الجوية الإيرانية، حيث شل الأنشطة البحرية العراقية في الخليج الفارسي للفترة المتبقية من الحرب. كان لديه دورا حاسما في حصار عبادان وتحرير خرمشهر. في أوائل عقد 1980، لأول مرة في التاريخ العسكري الإيراني، وأنشأ جامعة البحرية الإيرانية في نوشهر، وهي مدينة في شمال البلاد. وقبل ذلك، كان لابدّ لجميع ضباط البحرية في إيران أن يدرسوا في الخارج لتعلّمهم البحرية. |
| اسفنديار حسيني                    |  | نقيب                      |           | تمّ اختياره كالقائد الأعلى للقوات البحرية (1983-1985). |
| محمد حسين ملك زادکان              |  | نقيب                      | 1944-     | تم اختيار ملك زادکان باعتباره القائد العام للقوات البحرية في فترة (1988-1989). كان مصمّم عملية ذو الفقار وقادها في الحرب الإيرانية العراقية. |
| علي شمخاني                        |  | عميد بحري                 | 1955-     | الأمين العام الحالي للمجلس الأعلى للأمن القومي الإيراني. كان له دورا بارزا في القضاء على الحركات المعارضة للثورة الإسلامية سنة 1979. يعتبر من مؤسسي حرس الثورة الإسلامية وکان قائد حرس الثورة في إقليم خوزستان. تولى إبان الحرب الإيرانية العراقية العديد من المناصب العسكرية الأخری مثل قائد بالإنابة للقوات الإيرانية المشرفة على تنفيذ قرار مجلس الأمن رقم (598) المتعلق بإنهاء الحرب بين إيران والعراق. كما تولى منصب قائد القوات البحرية للجيش الإيراني بعد انتهاء الحرب العراقية الإيرانية بحکم من القائد الثورة الإسلامية علي خامنئي. شغل منصب وزير الدفاع في حكومة محمد خاتمي من 19 أغسطس 1997 حتى 27 اغسطس 2005. - القيادة في مناصب مختلفة في حرس الثورة الإسلامية وقائد الحرس في محافظة خوزستان أثناء الحرب العراقية الإيرانية - نقل لسلاح البحرية بتلقي رتبة الأميرالية (العميد) وتمّ تعيينه لقيادته بحکم من القائد الأعلى للقوات المسلحة في 30 أكتوبر 1989. - في نفس الوقت قيادة القوات البحرية لحرس الثورة الإسلامية متزامنا مع قيادة القوات البحرية للجيش الإيراني بحکم من قائد الثورة الإسلامية في 23 ديسمبر 1990. |
| حرس الثورة الإسلامية              |  |                           |           | |
| القوة البرية                      |  |                           |           | |
| محسن رضائي                        |  | لواء                      | 1954      | محسن رضائي میرقائد، هو سياسي إيراني، الخبير الاقتصادي، قائد حرس الثورة الإسلامية السابق، وسكرتير مجلس تشخيص مصلحة النظام في الجمهورية الإسلامية الإيرانية. وكان أول القائد الأعلى لحرس الثورة الإسلامية، وكان يقود حرس الثورة الإسلامية خلال الحرب بين إيران والعراق. شارك بنشاط في الحرب بين إيران والعراق. |
| أحمد متوسليان                     |  | لواء                      | 1954      | أحمد متوسلیان القائد العسكري إيراني کان واحدا من أربعة إیرانیین الذین اختفوا في لبنان عام 1982مـ. وخلال الحرب العراقية-الأيرانية كان قائد حرس الثورة الإسلامية وأنشأ قسم 27-محمد-رسول الله وکان قائده. لعب دورا في تحرير المحمرة، و بعد ذلك ذهب إلى سوريا كجزء من مجموعة دبلوماسية رفيعة من القادة السياسيين والعسكريين. في يوم 5 يوليو عام 1982، عندما كانت السيارة تنقل الدبلوماسيين وكانت تمر من خلال نقاط التفتيش في طريقها إلى بيروت، تم اعتراضها من قبل حزب الكتائب. السيارة وأربعة ركابها، قد اختفت تماما. بعد نجاح الثورة، شارك متوسلیان في الحملات السياسية والعسكرية الثورية المختلفة، منها: - العمليات ضد المعارضة في إقليم كردستان - مكافحة معاداة الثوار في بوكان، بانه، وسقز في عام 1979 - تحرير سنندج في غرب إيران من أعداء الثورة - تحرير طريق باوه-کرمانشاه في عام 1980 - تحرير مدینة مريوان في مايو 1980 - تحرير مرتفعات ديزلى - إنشاء قسم 27 محمد الرسول الله في حرس الثورة الإسلامیة - عملية بیت المقدس في 30 أبريل 1982 |
| يحيی رحيم صفوي                    |  | لواء                      | 1958      | يحيى رحيم صفوي هو قائد عسكري إيراني الذي شغل منصب القائد العام لحرس الثورة الإسلامية من 1 سبتمبر 1997 وحتى 1 سبتمبر 2007. وفي الحرب العراقية الإيرانية، هو كان القائد الأعلى للقوات البرية لحرس الثورة الإسلامية (1985-1989). |
| حسن باقري                         |  | لواء                      | 1956-1983 | وكان باقري أدوارا مهمة في الحرب بين إيران والعراق، بما فيها: - نائب قائد القوات البرية لحرس الثورة الإسلامية - مؤسس مخابرات العمليات الحربية - إنشاء أرشيفات وثائق الحرب - مؤسس تحديد المناطق، استجواب السجناء والمراقبة وترجمة الوثائق، - تشكيل غرفة عمليات للحرس الثوري، - تشكيل المنظمة القتالية للحرس الثوري، - توفير خرائط عسكرية مفصلة، - قائد عملية ثامن االأئمة في منطقة دارخوين، - نائب قائد عملية طريق القدس، - قائد مقر نصر في عملية الفتح المبين، عملية بيت المقدس وعملية رمضان، - قائد مقر كربلاء في عملية محرم، - قائد مقر الجنوب في عام 1982، - العضو الرئيسي لفريق تصميم العمليات. |
| محمد حسين باقري                   |  | لواء                      | 1956      | اكتسب الجنرال باقري تجارب كبيرة في المسائل العسكرية والأمنية بسبب الأعمال الأمنية والاستخباراتية والعسكرية التي تولاها، فهو من القادة في الحرب العراقية الإيرانية (1980-1989) وخاض تجربة طويلة في التعامل مع المنظمات الكردية الإيرانية المسلحة بحكم عمله في أجهزة المخابرات. حيث انضم إلى الحرس الثوري الإيراني في 1980مـ بعد اندلاع التمرد العسكري الكردي شمال غربي البلاد عقب قيام الثورة الإسلامية عام 1979 واستمر هذا التمرد حتى أواخر 1983. وكان مسؤولاً عن شؤون الاستخبارات خلال العمليات التي نفذها الحرس الثوري في التسعينيات ضد قواعد الحزب الديمقراطي الكردستاني الإيراني وحزب كوملة الكردي الواقعة على الجبال بين إيران والعراق. |
| محمد بروجردي                      |  | لواء                      | 1955-1983 | كان بروجردي واحدا من مؤسسي الحرس الثوري وقائدا في الحرب العراقية الإيرانية. ولعب دورا رئيسيا في استعادة السيطرة على أراضي كردستان من قبل القوات الإيرانية. ساعد على كسر الحصار حامية سنندج المحتلة من قبل المتمردين الشيوعيين والأحزاب الفيدرالية، بما فيها: الحزب الديمقراطي الكردستاني الإيراني(KDPI)، منظمة فدائيي خلق الإيرانية المسلحة وبيكار (حركة سياسية). وطرح إنشاء "البيشمركة المسلم في كردستان"، وشغل منصب منشئها وقائدها. وكان بروجردي أيضا قائد حرس الثورة الإسلامية في كردستان، ولعب أدوارا مهمة في استعادة سردشت، بانه وبيرانشهر من الحزب الديمقراطي الكردستاني الإيراني. باعتبارها واحدة من القادة، تجنب سقوط "سر بل ذهاب"، الذي صممتها جيش صدام في أكتوبر تشرين الأول عام 1980. على الرغم من أن بروجردي خدم في الغالب في غرب إيران، لكنه شارك أيضا في بعض الحملات العسكرية في الجنوب. بما فيها عملية طريق القدس لاستعادة بستان وعملية الفتح المبين. بعد تقسيم حرس الثورة الإسلامية، تم تعيينه قائدا للمنطقة السابعة؛ التي تشمل والمحافظات همدان وكرمنشاه وكردستان وإيلام. كما كان نائب رئيس مقر "حمزة سيد الشهداء". |
| حسين خرازي                        |  | لواء                      | 1957-1986 | كان حسين خرازي قائدا ايرانيا ل"فرقة 14 إمام حسين" خلال الحرب بين إيران والعراق. وكان يشارك في العديد من العمليات خلال الحرب، وخاصة والفجر 8 التي اعتقل فيها جنود الحرس الجمهوري العراقي/الحرس الجمهوري لصدام في شبه جزيرة الفاو؛ وفي عملية كربلاء 5 کان قائدا للقوات الطليعة. قتل خرازي بشظايا قذيفة مورتر في عملية كربلاء-5. شاركت قواته في العمليات التالية: - عملية طريق القدس - عملية الفتح المبين - عملية البيت المقدس - عملية رمضان - عملية والفجر 4 - معركة الأهوار - عملية خيبر - أول معركة الفاو - عملية والفجر 8 - عملية كربلا-4 - عملية كربلا-5 |
| محمد إبراهيم همت                  |  | لواء                      | 1955-1984 | في الحرب العراقية الإيرانية، كان محمد إبراهيم همت قائد فرقة محمد رسول الله. شاركت قواته في العمليات التالية: - عملية طريق القدس - عملية الفتح المبين - عملية البيت المقدس - عملية رمضان - عملية خيبر - حرب لبنان 1982 |
| أحمد كاظمي                        |  | لواء                      | 1958-2006 | كان أحمد كاظمي قائدا ايرانيا لحرس الثورة الإسلامية وواحدا من مقاتلي الرئيسي في الحرب بين إيران والعراق. بعد انتصار الثورة وإنشاء حرس الثورة الإسلامية (حرس الثورة الإسلامية) في عام 1980، انضم إلى حرس الثورة الإسلامية وذهب إلى كردستان في عام 1981 لقمع أعداء المحلية للثورة. بعد أن بدأت الحرب بين إيران والعراق، وانضم إلى الحرب مع مجموعة من 50 عضوا في جبهات عبادان وبدأ القتال مع العراق. في نهاية الحرب، أصبحت مجموعة 50-عضو فرقة قوية ومهمّة لحرس الثورة الإسلامية. تم تعيينه لمنصب قائد القوات البرية لحرس الثورة الإسلامية يوم 1 يونيو 2005 من قبل المرشد الأعلى علي خامنئي وكان واحدا من المستشارين العسكريين للرئيسين علي أكبر هاشمي رفسنجاني ومحمود أحمدي نجاد. |
| حسين همداني                       |  | لواء                      | 1955-2015 | كان حسين همداني قائدا ايرانيا لحرس الثورة الإسلامية ومن مؤسسي حرس الثورة في همدان وکردستان. بعد أن بدأت الحرب بين إيران والعراق، ذهب إلی کردستان وتولّی قيادة عمليات مطلع الفجر والجبهة المركزية ل"سر بل ذهاب". کان من قادة المنطقة التشغيلية "بازي دراز" في الجبهة الغربية وأول قائد ل"لواء 23 أنصار الحسين لحرس الثورة" وقائد "لواء قدس 13 غيلان لحرس الثورة". فضلا عن همدان وغيلان قدم خدمات في باوه ومريوان. کان له دورا حاسما في تشکيل وتنظيم لواء 27 محمد رسول الله برفقة أحمد متوسليان ومحمد إبراهيم همت ومحمود شهبازي. برز اسمه بقوة بعد الحرب الأهلية السورية حيث شارك فيها ضمن المشارکة المستشارية للقوات الإيرانية في دعم الحكومة السورية. قتل الهمداني يوم الخميس 8 أكتوبر 2015 في إحدى ضواحي حلب. |
| قاسم سليماني                      |  | لواء                      | 1956      | بعد انتصار الثورة الإسلامية في إيران التحق بفيلق حرس الثورة الإسلامية أوائل عام 1980. شارك في الحرب العراقية الإيرانية منذ بدايتها وقاد فيلق 41 ثار الله وهو فيلق محافظة كرمان خلال الحرب. |
| مهدي زين الدين                    |  | لواء                      | 1959-1984 | بعد انتصار الثورة الإسلامية، خدم البلاد في مختلف المجالات، بما في ذلك جهاد إعادة الإعمار ورئيس أركان الجيش المعلوماتي لحرس الثورة الإسلامية في قم. في الحرب العراقية الإيرانية، كان مهدي قائدا لفرقة علي ابن أبيطالب. قتل هو وشقيقه أثناء العملية التي ذهبت مقاطعة كرمانشاه إلى ساردشت بينما كان أقل من 30. |
| مهدي باكري                        |  | لواء                      | 1954-1985 | تخرج في الهندسة الميكانيكية من جامعة تبريز.في بداية الحرب العراقية الإيرانية انضم إلى حرس الثورة الإسلامية وأصبح قائد فرقة عاشورة، الوحدة 31، التي كانت تنتمي إلى فرع مقاطعات أذربيجان الإيرانية في حرس الثورة. |
| محمد جهان آرا                     |  | لواء                      | 1954-1981 | بعد انتصار الثورة الإيرانية وإنشاء حرس الثورة الإسلامية في عام 1980، تم اختياره كقائد حرس الثورة في خرمشهر وأنشأ جهاد إعادة الإعمار في خرمشهر. كانت معركة خرمشهر اشتباکا کبیرا بين العراق وإيران في الحرب الإيرانية العراقية. بدأت المعركة من 22 سبتمبر/أيلول حتى 10 نوفمبر/تشرين الثاني 1980. عرفت المعرکة بوحشيتها وأوضاعها العنيفة، وقد عرفها الإيرانيون على أنهم خونين شهر، بمعنى "مدينة الدم". كان قائد حرس الثورة الإسلامية محمد جهان آرا، واحدا من الجنود القليلة الأخيرة التي غادرت خرمشهر عندما سقط للعراقيين. کان علیه أن يواصل القتال في حصار عبادان وقيادة القوات الإيرانية لتحرير خرمشهر. توفي قبل تحرير المدينة في 24 مايو/أيار. كتبت أغنية في وقت لاحق في ذكرى له، قائلا: "محمد، أنت لست هنا لتری أن مدينتنا أصبحت محررة". |
| محمد علي جعفري                    |  | لواء                      | 1957      | في بداية الحرب العراقية-الإيرانية قاتل جعفري في المعارك ضمن قوات الباسيج. في عام 1981 أصبح جزءا من الحرس الثوري حيث ارتفع في الخدمة كقائد في ساحات القتال العملية في الجنوب والغرب. وشارك أيضا كالمساعد في عملية سوسنغرد، قاد جعفري في الحرب معسكر "غرب" و من ثم معسكر "نجف". إلى جانب ذلك اشتغل بمناصب أخرى كقائد لواء “عاشورا” ومساعد الحرس في مدينة تستر وقائد معسكر القدس. في مشاركته في عمليتين كربلا 4 و5 أصيب بجروح، وهذه الحادثة سجلت له نقطة حساسة في ملفه الحربي. قاد الفريق جعفري القوات البرية للحرس الثوري مدة 13 عاماً، وتم تعيينه في 1 ايلول/ سبتمبر 2007م قائداً للحرس الثوري الإيراني خلفاً للفريق يحيى رحيم صفوي الذي رفع إلى درجة معاون ومستشار لقائد الثورة الإسلامية في إيران. |
| محمود كاوه                        |  | لواء                      | 1961-1986 | انضم كاوه إلى حرس الثورة الإسلامية في عام 1981 وكان واحدا من أصغر القادة خلال الحرب العراقية الإيرانية. وكانت مسؤولياته تشمل: - مدرب تدريب عسكري (1981-1982) - رئيس حراس روح الله الخميني (1982) - المسؤول عن عملية ساغاز (1982-1983) - ضابط لواء عمليات القوات الخاصة (الشهداء) (1983-1984) - قائد اللواء الخاص للشهداء (1984-1986) - قائد الفرقة الخاصة لشهداء (1986) |
| القوة الجوية                      |  |                           |           | |
| موسی رفان                         |  | کان مهندسا ولم يکن عسکريا |           | تأسست القوات الجوية لحرس الثورة الإسلامية في عام 1985. وكان أول قائد للقوات الجوية موسى رافان (1985-1989). |
| القوة البحرية                     |  |                           |           | |
| حسين علائي                        |  | عميد بحري                 |           | كان علائي أول قائد للقوات البحرية في عام 1985. قاد حرب الخليج الفارسي خلال الحرب الإيرانية العراقية. |

## قادة آخرون
| - علي خامنئي - محمد باقر قاليباف - علي تجلائي - بيجن عاصم - محسن وزوائي - حسين علم الهدی - رضا دستواره | - مصطفی رداني بور - عبد الحسين برونسي - مجتبی علمدار - علي رضا موحد دانش - ناصر كاظمي - مصطفی أردستاني - مرتضی ياغجيان - داوود كريمي - محسن صفوي - حسن شفيع زاده |